# Александров Лођски
Александров Лођски (пољ. Aleksandrów Łódzki) град је и средиште истоимене општине у војводству Лођ. У њему живи око 20.000 људи. Спада у агломерацију Лођа.

## Историја
Град је настао почетком 19. века (око 1816). Град је добио име по руском цару Александру I. Статус града добија 1822.
Године 1869, власти су одлучиле да му одузму статус града, а тај статус је враћен тек 1924.

## Индустрија
Индустријска делатност - 2.623 регистрованих индустријских радњи.
У индустрији је доминантно сукнарство – 38%
Трговина - 24%
Аутомобилска индустрија и транспорт - 5%

## Демографија
| 2012.  |
| ------ |
| 21.184 |